# Heinävesi
Heinävesi [ˈhɛi̯nævɛsi] ist eine Gemeinde in Finnland.
Sie befindet sich in der Landschaft Nordkarelien. Die Gemeinde hat 3061 Einwohner (31. Dezember 2022) auf einer Fläche von 1319,1 km² mit Wasserflächen von 288,7 km².
Auf dem Gemeindegebiet liegt ein Teil des Nationalparks Kolovesi.
Der Kanal Varistaipale ist der Kanal mit dem größten Höhenunterschied in Finnland.
Seit 1895 besteht das orthodoxe Frauenkloster Lintula und seit 1940 das orthodoxe Männerkloster Uusi Valamo.

Karte des Gemeindegebiets
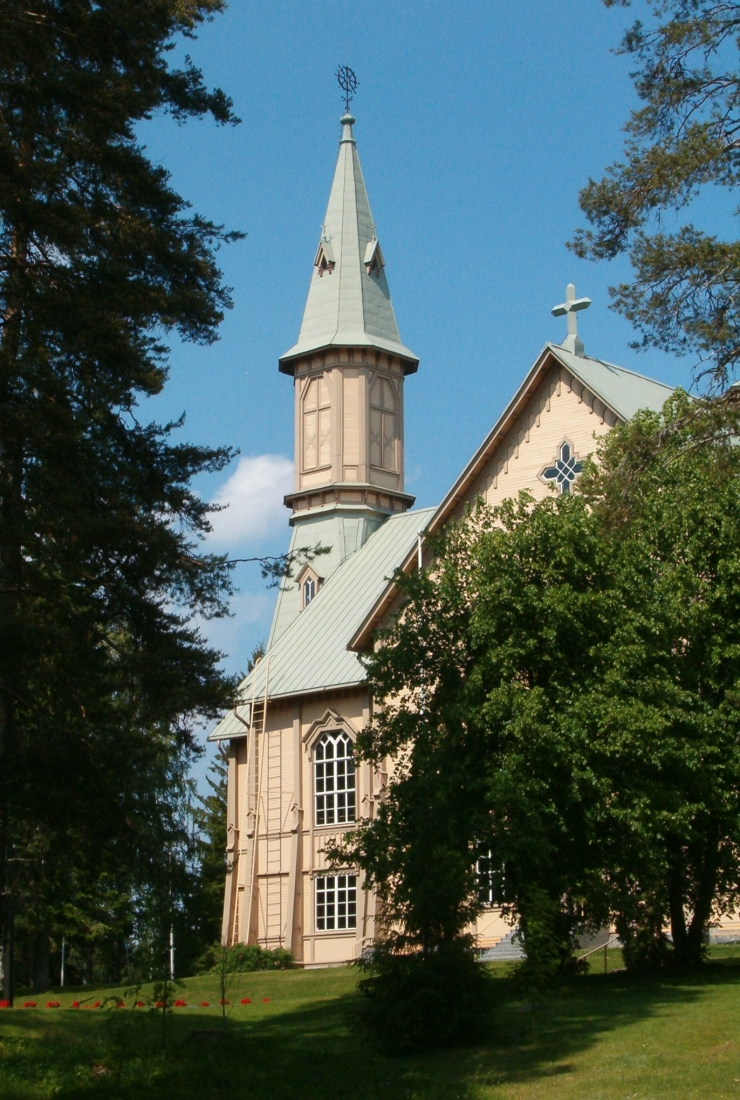
Die Kirche von Heinävesi, 1891, Josef Stenbäck
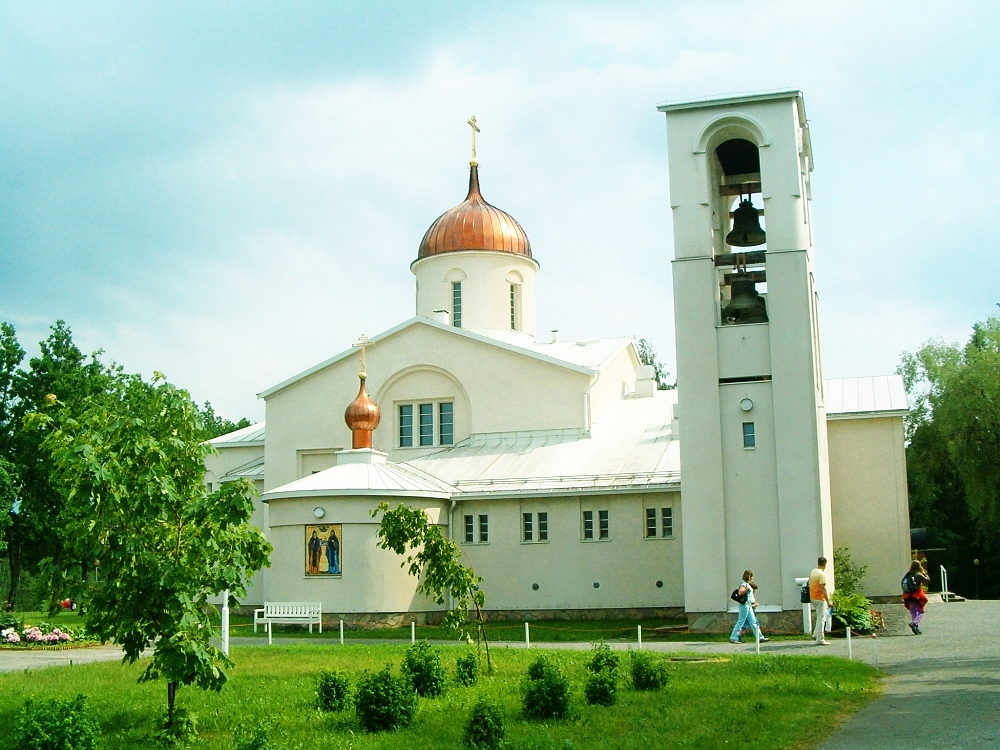
Kirche des Klosters Uusi Valamo
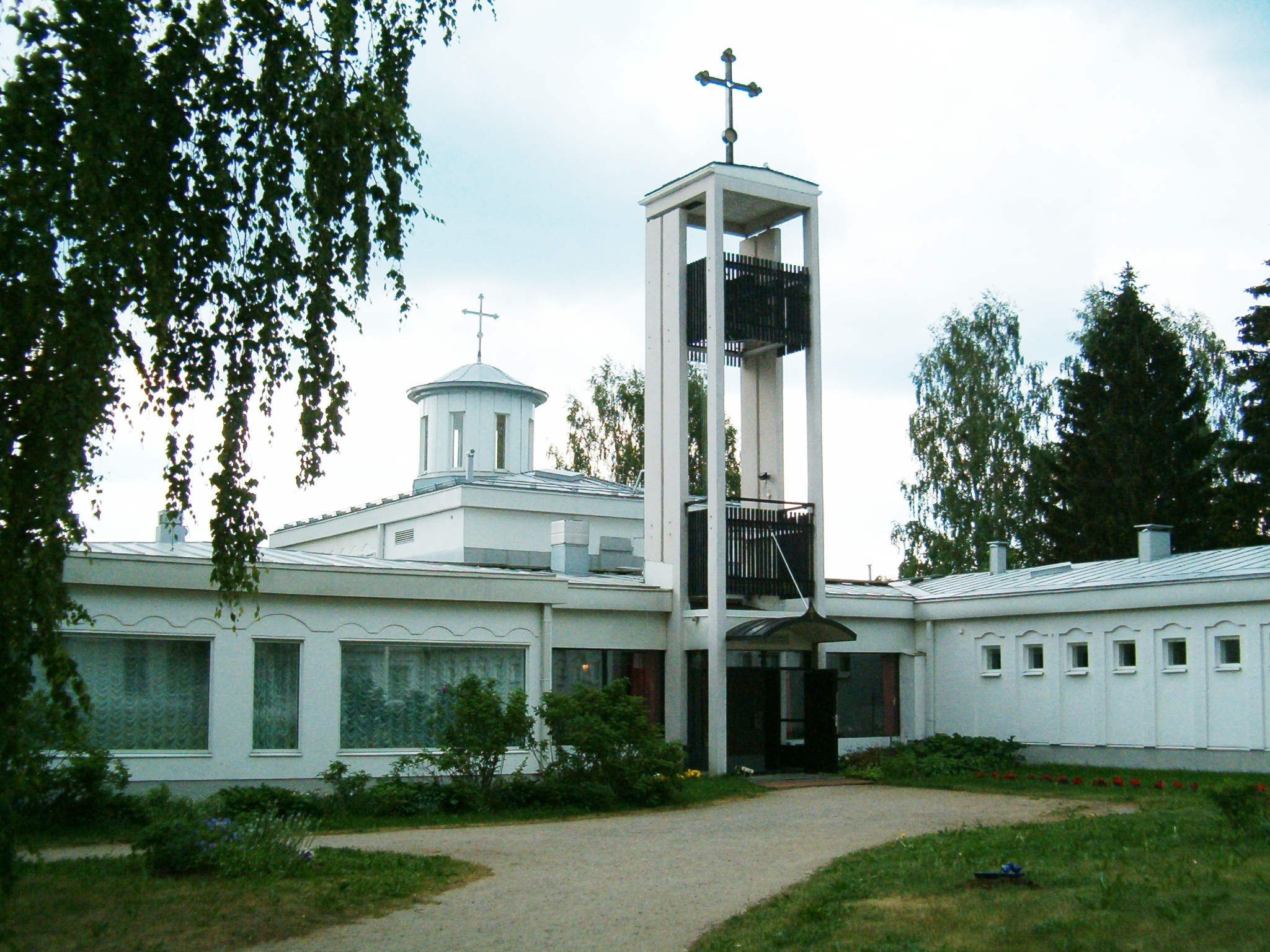
Kirche von Convent Lintula
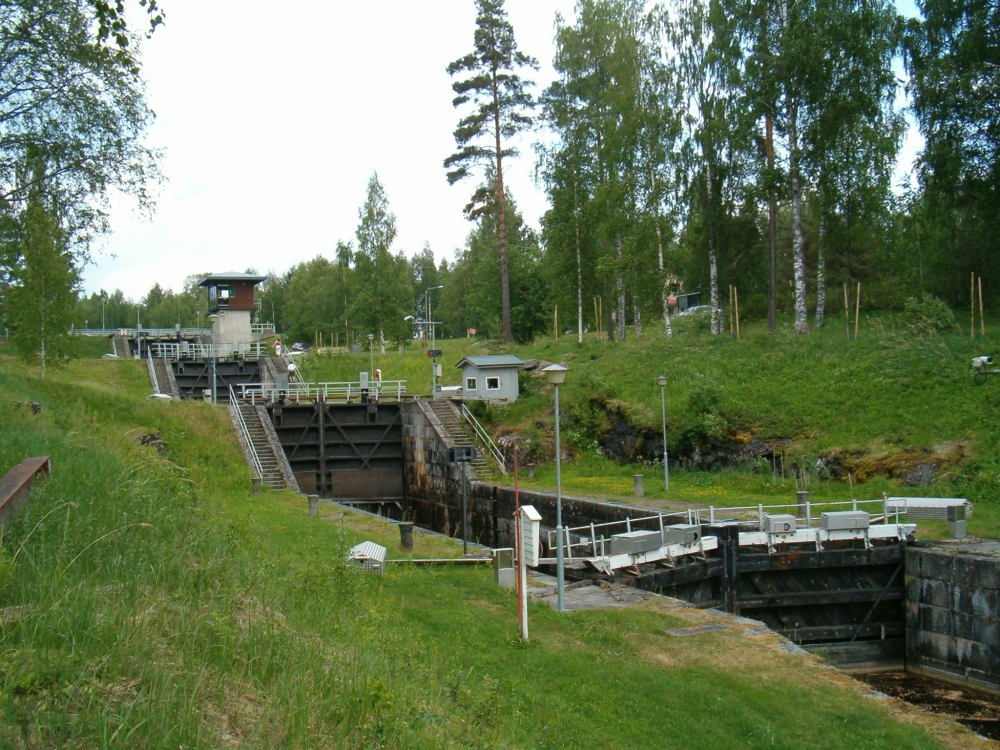
Kanal Varistaipale

## Persönlichkeiten
- Mira Potkonen (* 1980), Boxerin